# Tuffi ai II Giochi del Mediterraneo
Le competizioni dei tuffi dei II Giochi del Mediterraneo si sono svolte nel 1955 a Barcellona, in Spagna. Il programma ha previsto 2 gare, trampolino 3 metri e piattaforma 10 metri, entrambe maschili.

## Podi

### Uomini
| Evento          | Oro                   | Perform. | Argento              | Perform. | Bronzo         | Perform. |
| Trampolino 3m   | Christian Pire        | 145.432  | Mohamed Fathy Hashad | 133.617  | Moheed         | 130.00   |
| Piattaforma 10m | Mohamed Fakhri Rifaat | 125.050  | Albert Coupot        | 119.650  | Manuel Peytavi | 117.900  |

## Medagliere
| Posizione | Paese   |   |   |   | Totale |
| --------- | ------- | - | - | - | ------ |
| 1         | Egitto  | 1 | 1 | 1 | 3      |
| 2         | Francia | 1 | 1 | 0 | 2      |
| 3         | Spagna  | 0 | 0 | 1 | 1      |
| Totale    | Totale  | 2 | 2 | 2 | 6      |